# Jacques Behnan Hindo
Jacques Behnan Hindo (* 8. August 1941 in İdil, Türkei; † 6. Juni 2021 in Paris, Frankreich) war ein syrischer Geistlicher und syrisch-katholischer Erzbischof von Hassaké-Nisibi.

## Leben
Jacques Behnan Hindo wurde in İdil in der südostanatolischen Provinz Şırnak im Tur Abdin in der Türkei geboren, einem Gebiet mit traditionellen Wurzeln syrischer christlicher Gemeinschaften und innerhalb der Grenzen der Türkei liegend. Nach seiner theologischen Ausbildung empfing am 4. Mai 1969 das Sakrament der Priesterweihe für die syrisch-katholische Erzeparchie Hassaké-Nisibi.
Am 29. Juni 1996 ernannte ihn Papst Johannes Paul II. zum syrisch-katholischen Erzbischof von Hassaké-Nisibi. Der syrisch-katholische Patriarch von Antiochia, Ignatius Antoine II. Hayek, spendete ihm am 18. Juni 1997 die Bischofsweihe; Mitkonsekratoren waren der Kurienbischof im Syrisch-katholischen Patriarchat von Antiochia, Gregorios Elias Tabé, und der syrisch-katholische Erzbischof von Aleppo, Denys Raboula Antoine Beylouni.
Während des Vormarsches des Islamischen Staates 2015 in die Vorstädte von Hassaké in der Dschazira-Region im Nordosten von Syrien, verblieb Hindo an seinem Bischofssitz und betreute die christlichen Gemeinden. Er übernahm zeitweise öffentliche Ämter und war für die Gesundheitsverpflegung der Zivilbevölkerung in Hassaké verantwortlich. Nach der Entführung von 250 assyrischen Christen im Chabur-Tal durch dschihadistische Milizen des IS bezahlte Hindo die Lösegeldforderungen für die Freilassung.
Am 22. Juni 2019 trat er aus gesundheitlichen Gründen von seinem Amt zurück. Patriarch Ignatius Joseph III. Younan ernannte am 31. Oktober 2019 den Chorbischof Joseph Abdel-Jalil Chami zum Patriarchaladministrator der Erzeparchie.
Hindo starb nach langer Krankheit in Paris, wohin er zur medizinischen Behandlung gezogen war.